# Lahti-Saloranta M/26
Lahti-Saloranta M/26 gọi tắt là LS/26 là loại súng máy hạng nhẹ thiết kế bởi Aimo Lahti và Arvo Saloranta năm 1926. Loại súng này có thể bắn với chế độ tự động và bán tự động, nó có thể sử dụng loại hộp đạn 20 hay hộp đạn tròn 75 viên tuy nhiên mẫu chế tạo cho quân đội Phần Lan chỉ sử dụng được loại hộp đạn 20 viên.
Lahti-Saloranta M/26 đã thắng trong cuộc thử nghiệm để trở thành loại súng trường tự động tiêu chuẩn cho quân đội Phần Lan năm 1925. Việc sản xuất được tiến hành từ năm 1927 cho đến năm 1942, khoảng hơn 5000 khẩu đã được sản xuất. Trung Quốc cũng đặc mua khoảng 30.000 khẩu năm 1937 nhưng chỉ có 1.200 khẩu được chế tạo và chuyển giao do áp lực ngoại giao từ Nhật Bản.
Trong cuộc chiến mùa Đông trong các trung đội đều có hai nhóm trang bị LS/26, mỗi nhóm 10 người. Trong nhóm có một xạ thủ, một trợ thủ còn lại là để vác khẩu LS/26. Trong trận chiến LS/26 đã bộc lộ nhược điểm là nó có tới 188 bộ phận cần được bảo trì, nặng và bắn được ít đạn. Các xạ thủ Phần Lan chuyển sang ưa dùng khẩu Degtyarov DP của Liên Xô hơn khi mà hàng ngàn khẩu này được nhặt trong các trận chiến, nó chính xác dầu không đóng băng trong điều kiện khắc nghiệt và đáng tin cậy hơn. Kết quả năm 1944 có tới 9.000 khẩu Degtyarov DP chiến đấu trong quân đội Phần Lan ngoài chiến tuyến so với 3.400 khẩu LS/26.